# Raión de Krásnoye (Bélgorod)
El raión de Krásnoye (ruso: Кра́сненский райо́н) es un distrito administrativo y municipal (raión) ruso perteneciente a la óblast de Bélgorod. Se ubica en el noreste de la óblast. Su capital es Krásnoye.
En 2021, el raión tenía una población de 11 358 habitantes.
El raión es limítrofe al norte y este con la óblast de Vorónezh. Su territorio es completamente rural.

## Subdivisiones
Comprende 44 localidades rurales, agrupadas en los siguientes diez asentamientos rurales:
- Bolshoye
- Gorki
- Gotovye
- Kamyzino
- Krásnoye (la capital)
- Krúgloye
- Lesnoye Ukolovo
- Novoukolovo
- Rasjovets
- Setishche